# Dzitbalché (kommun)
Dzitbalché är en kommun i norra Campeche i Mexiko, grundad 1 januari 2021 efter splittring från kommunen Calkiní, och ett beslut som togs av delstatskongressen den 29 mars 2019. Administrativ huvudort i kommunen är även dess klart största ort Dzitbalché, men även Bacabchén klassas som tätort. Kommunen har en area på 366,79 kvadratkilometer och området som kommunen idag täcker hade 14 387 invånare vid Mexikos senaste officiella folkräkning 2010. 2017 uppskattades den blivande kommunen ha över 16 000 invånare. José Carlos Sánchez Flores utsågs den 16 oktober 2019 till Dzitbalchés första president.
Redan när Calkiní grundades 1916 klassades Dzitbalché som en "kommunal sektion" (sección municipal) och hade ett visst självstyre med en tillsatt administration (junta).